# Filmbetrachter

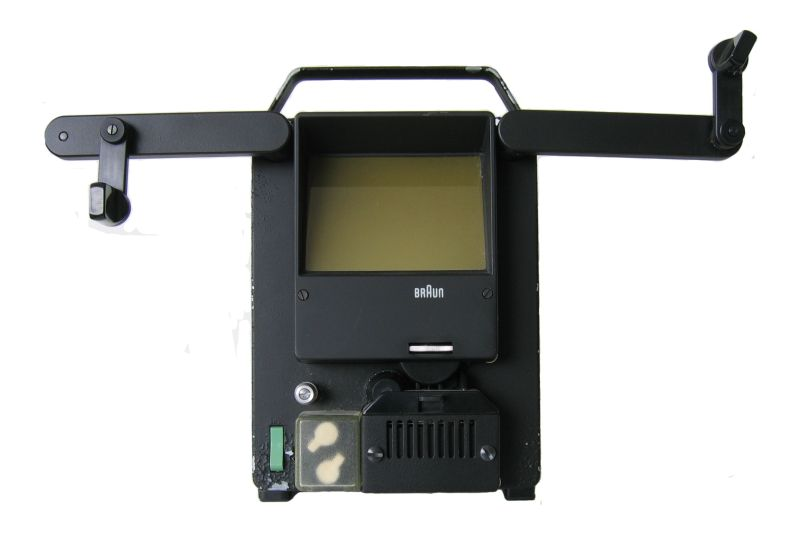
Ein Filmbetrachter für Super 8 von Braun

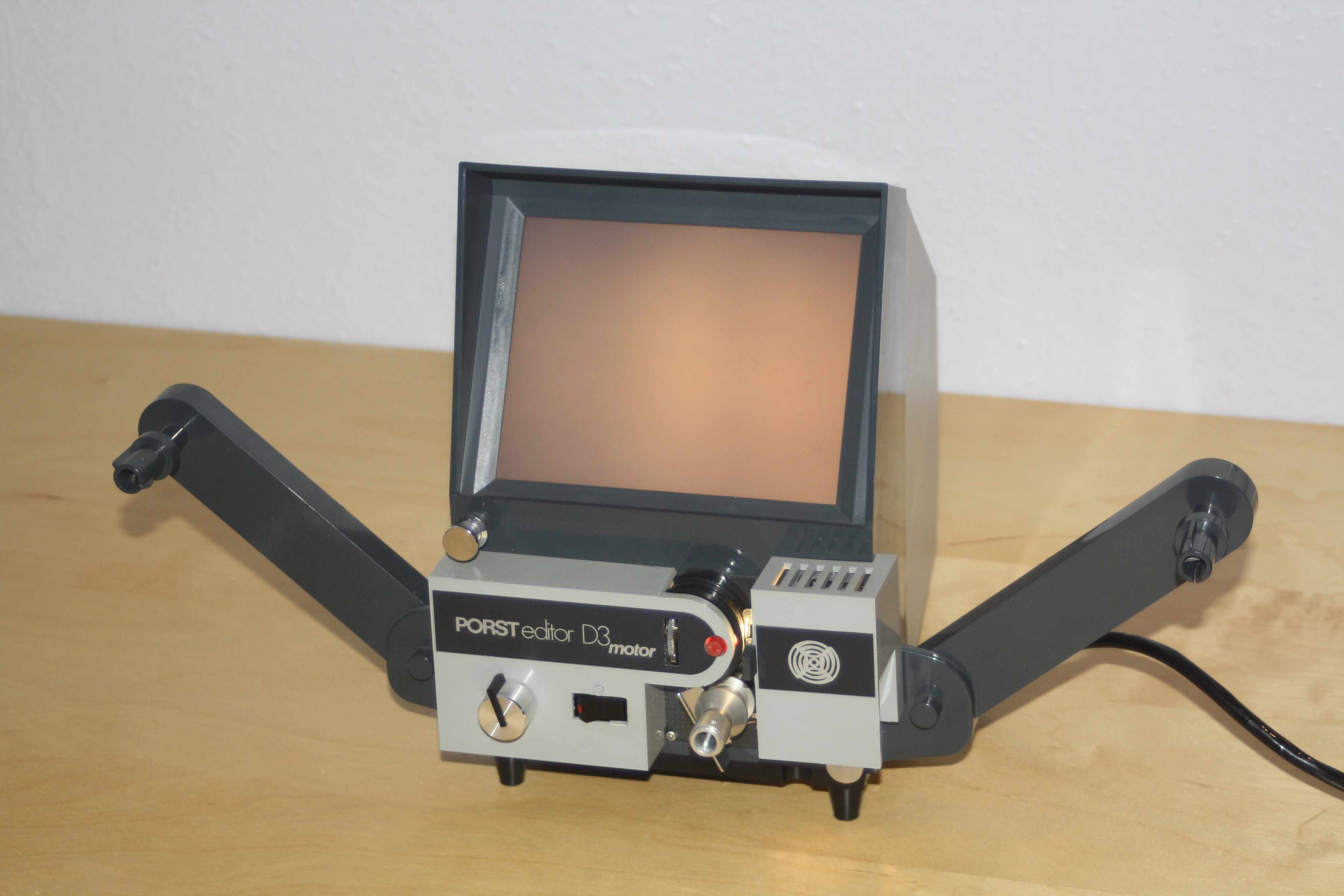
Ein Filmbetrachter für Super 8 von Porst

Filmbetrachter oder Laufbildbetrachter sind eine Gruppe von Geräten zur Betrachtung von Kinefilmen ohne Verdunkelung. Als Urmodell kann das Kinetoskop angesehen werden. Die meisten Filmbetrachter funktionieren nach dem Prinzip des optischen Ausgleichs der Bildwanderung mittels Polygon-Prismas, Filmantriebklasse 0. Filmbetrachter wurden und werden für alle Filmformate gebaut, oft auch als Kombinationsgeräte für zwei oder drei Formate.
Die kleinen Filmbetrachter sind handlich und tragbar. Das Filmeinlegen geht mit ein wenig Übung sehr schnell vor sich. Man kann den Film von Hand vor- und zurückbewegen, auch nur Bild für Bild. Größere Filmbetrachter existieren auch mit Filmantrieben der Klasse 1, zum Beispiel die Moviola-Apparate. Sie gibt es als Tischmodelle und mit fahrbarem Unterbau.
Am angenehmsten ist die Filmbetrachtung in etwas gedämpftem Lichte. Ein Paar Umroller für Filmspulen ergänzt den Betrachter. Viele Filmbetrachter haben eine Markiervorrichtung, womit man ein Loch in den Film oder eine Kerbe aus ihm herausstanzen kann. Diese Art der Markierung unterscheidet sich von derjenigen am Schneidetisch, wo mit Schreibstiften entfernbare Marken aufgebracht werden.
Filmbetrachter eignen sich bestens zum Sortieren und Einblick nehmen. Bildstand, Schärfe und weitere heikle Punkte kann man aber auf Grund der zweitklassigen Abbildungsgüte nicht beurteilen. Dafür kommen Filmbetrachter mit kleinen Glühlampen aus.

## Hersteller (Auswahl)
- Argus
- Baia
- Braun
- Craig
- Erno, Japan
- Goko
- HKS, Hermann Hünemörder, Kinotechnische Werkstätte, Altbach am Neckar
- Keystone
- Lytax, Freiburg im Breisgau
- Minette, Japan
- Moviola, Altadena, Kalifornien
- Moviscop Zeiß-Ikon
- Muray, Frankreich
- Niezoldi & Krämer, München
- Pentacon
- Porst
- Splend
- Vernon